# Multicast Listener Discovery
Multicast Listener Discovery (MLD) là một thành phần của bộ giao thức liên mạng phiên bản (IPv6). MLD được sử dụng bởi các bộ định tuyến IPv6 để khám phá multicast listener, các host được cấu hình để nhận các gói dữ liệu multicast, trên một đường kết nối trực tiếp, giống như Internet Group Management Protocol (IGMP) được sử dụng trong IPv4. Giao thức được gắn vào trong ICMPv6 thay vì sử dụng một giao thức riêng biệt. MLDv1 tương tự như IGMPv2 và MLDv2 tương tự như IGMPv3. Các giao thức được mô tả trong RFC 3810 đã được cập nhật bởi RFC 4604.

## Chức năng
Giao thức này đặc biệt phát hiện ra những địa chỉ multicast được quan tâm đối với các host lân cận và cung cấp thông tin này cho giao thức định tuyến multicast hoạt động mà đưa ra quyết định về dòng chảy của các gói dữ liệu multicast. Định kỳ, các bộ định tuyến multicast gửi truy vấn chung yêu cầu thông tin địa chỉ của multicast listener từ các hệ thống trên một mạng kết nối. Các truy vấn được sử dụng để xây dựng và làm mới tình trạng địa chỉ multicast listener trên mạng đó. Để đáp ứng với các truy vấn, multicast listener trả lời với tường thuật về tình trạng thành viên, chỉ định trạng thái địa chỉ multicast listener của chúng.

### Thông điệp ICMPv6
Thủ tục MLD sử dụng ba thông điệp ICMPv6 sau đây:
Multicast Listener Query (type 130)
Được sử dụng bởi router để truy vấn về những node đang nghe lưu lượng multicast trên một đường kết nối. Có hai dạng thông điệp Multicast Listener Query: Truy vấn thông thường và Truy vấn gắn với địa chỉ multicast cụ thể. Truy vấn thông thường được sử dụng để truy vấn mọi node của mọi địa chỉ multicast. Truy vấn gắn với địa chỉ multicast cụ thể được sử dụng để truy vấn những node đang nghe một địa chỉ multicast nhất định.
Multicast Listener Report (type 131)
Được node đang nghe lưu lượng tại một địa chỉ multicast sử dụng để báo cáo rằng mình đang sẵn sàng nhận lưu lượng multicast. Thông điệp này cũng được sử dụng để đáp trả lại thông điệp truy vấn Multicast Listener Query của router.
Multicast Listener Done (type 132)
Multicast Listener Done được node đang nghe lưu lượng multicast sử dụng để thông báo rằng nó không còn muốn nhận lưu lượng của địa chỉ multicast cụ thể nào đó nữa.
Khi một node từ bỏ không còn nhận lưu lượng của một địa chỉ multicast, nó gửi một thông điệp Multicast Listener Done tới địa chỉ multicast mọi router phạm vi link (FF02::2), thông tin mang trong gói tin là địa chỉ multicast mà nó không còn muốn nghe lưu lượng.

## Hệ điều hành hỗ trợ
Các hệ điều hành hỗ trợ MLDv2:
- Windows Vista và sau này[1]
- FreeBSD từ release 8.0[2]
- Linux kernel từ 2.5.68[3]